# Alytus (districtsgemeente)
Alytus is een van de 60 Litouwse gemeenten, in het district Alytus. Het is een van de 43 districtsgemeenten. De gemeente telt 32.086 inwoners op een oppervlakte van 1404 km².
De hoofdplaats is de gelijknamige stad Alytus. De stad behoort echter niet tot de districtsgemeente.
Volgens de Litouwse volkstelling van 2021 had Alytus een relatief hoog vruchtbaarheidscijfer (voor Litouwse begrippen) van gemiddeld 1,875 kinderen per vrouw, hetgeen ongeveer 25% hoger is dan het Litouwse gemiddelde van 1,506 kinderen per vrouw.

## Plaatsen in de gemeente
- 2 miestai - Daugai, Simnas
- 3 miesteliai – Butrimonys, Krokialaukis, Nemunaitis